# にっぽんの芸能
『にっぽんの芸能』（にっぽんのげいのう）は、NHK教育テレビジョン（Eテレ）で2011年4月1日に開始した、日本の古典芸能を取り上げる教養番組の放送枠である。

## 概要
この枠が誕生した原因は、2011年のテレビジョン放送の完全デジタル化に伴う地上波・衛星波を問わない抜本的な番組枠再編であった。それにともなって、Eテレで放送されていた以下の2番組を統合し、同年4月1日に始められたのがこの番組である。
- 『日本の伝統芸能』 - 初心者向けの伝統芸能鑑賞入門講座
- 『芸能花舞台』 - 本格的愛好者向けの演舞紹介主体

2012年度までは2部構成の1時間番組で、初心者向けの「花鳥風月堂」15分と、『芸能花舞台』を衣替えした「芸能百花繚乱」45分からなった。ただし、内容次第ではどちらか一方のみを丸々1時間放送することがあった。
「花鳥風月堂」は2012年度をもって終了したため、2013年度からはそれまでの「芸能百花繚乱」をベースとした1時間通しの構成となった。
2021年度をもって放送を終了。放送時間を25分繰り下げ、20分縮小して「新・にっぽんの芸能」としてリニューアルした。司会は現タイトルで最後の司会を務めた高橋が続投。

## 各番組の内容

### 花鳥風月堂
古典芸能初心者へ向けたドラマ仕立てのガイダンス番組である。作は、池田政之（2011年4月1日 - 2013年3月29日）である。
就職活動中の「学」は、いとこである雪乃の営む店「花鳥風月堂」に居候しているが、日々雪乃を呆れさせるようなことばかりしている。学との会話の中で、雪乃が古典芸能から例えを引いたとき、そういった知識に疎い学に対し、「知らざぁ言って聞かせやしょうか。」という決め台詞でもって、古典芸能の紹介VTRに移って行く、という流れになる。
後半では、現代の音楽（主に大衆的なもの）の、琴、三味線、琵琶、尺八など伝統楽器による演奏を紹介するコーナーがある。

### 芸能百花繚乱
事実上の前身『芸能花舞台』で取り上げた古典芸能の演舞の紹介がメインとなるコーナーである。関係者や研究家を招いて解説する。
2013年度からは「花鳥風月堂」の終了を受けて、古典芸能初心者向けの新コーナー「古典芸能玉手箱」や、着物のコーディネイトを扱う「ナンノの着物ことはじめ」が新設された。ただしどちらのコーナーも、毎週あるわけではない。

## レギュラー出演者・放送時間

### 2011年度 - 2012年度
|              | 花鳥風月堂                                                         | 芸能百花繚乱                                           |
| ------------ | ------------------------------------------------------------------ | ------------------------------------------------------ |
| 本放送       | 金曜 22:00 - 22:15                                                 | 金曜 22:15 - 22:59                                     |
| 再放送       | 翌週月曜 5:00 - 5:15                                               | 翌週月曜 5:15 - 5:59                                   |
| 出演         | - 雪乃：檀れい（案内役） - 学：冨田佳輔 - 小判（猫）の声：坂本千夏 | - 進行：南野陽子                                       |
| アナウンサー | - 古谷敏郎（『百花繚乱』進行、『風月堂』ナレーション）             | - 古谷敏郎（『百花繚乱』進行、『風月堂』ナレーション） |

### 2013年度 - 2015年度
| 本放送       | 金曜 22:00 - 22:58                                                                          |
| 再放送       | 翌週金曜 12:00 - 12:58                                                                      |
| 進行         | 古谷敏郎（アナウンサー）、南野陽子                                                          |
| コーナー出演 | - 古典芸能玉手箱：加藤理恵、坂本祐祈、房みどり - ナンノの着物ことはじめ：木村孝、大久保信子 |

### 2016年度 - 2019年度
| 本放送 | 金曜 23:00 - 23:55                                                                |
| 再放送 | 翌週月曜 12:00 - 12:58                                                            |
| 進行   | 秋鹿真人（アナウンサー、2017年度まで）→吉田真人（同左、2018年度から）、石田ひかり |

### 2020年度 - 2021年度
| 本放送       | 金曜 23:00 - 23:55 |
| 再放送       | 翌週月曜 12:00 - 12:58 |
| 進行         | 中條誠子（アナウンサー）、高橋英樹                                                                                                 |
| 主なコーナー | - 「私と和」：各界の著名人が古典芸能に挑戦するコーナー - 「新・名人列伝」 - 「〜旬の和題〜みみより」：最新の古典芸能情報を紹介する |